# Kehrwieder

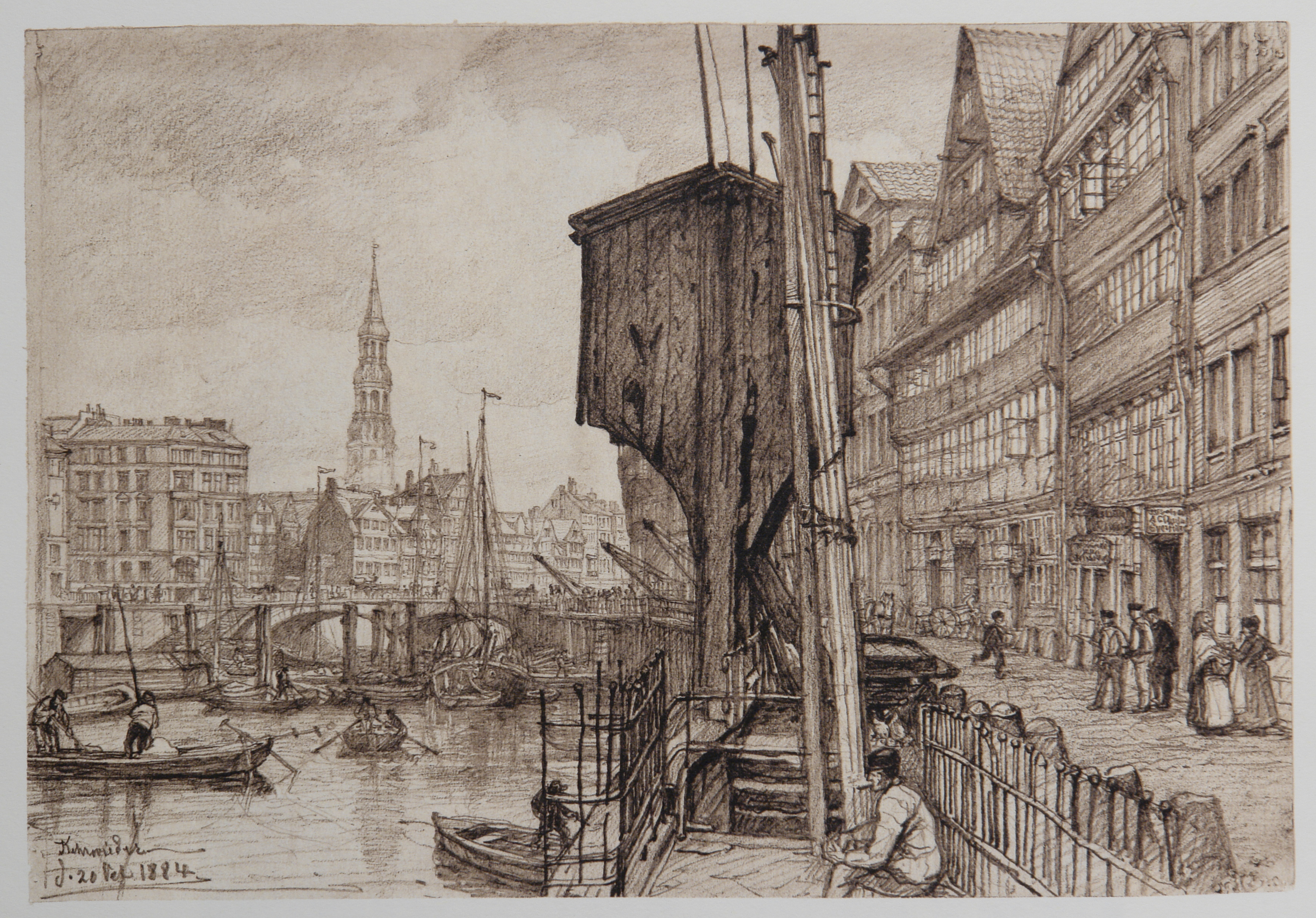
Kehrwieder am Binnenhafen, mit Blick auf die Brooksbrücke und St. Katharinen, kurz vor dem Abriss, Zeichnung von Johann Theobald Riefesell, 1884

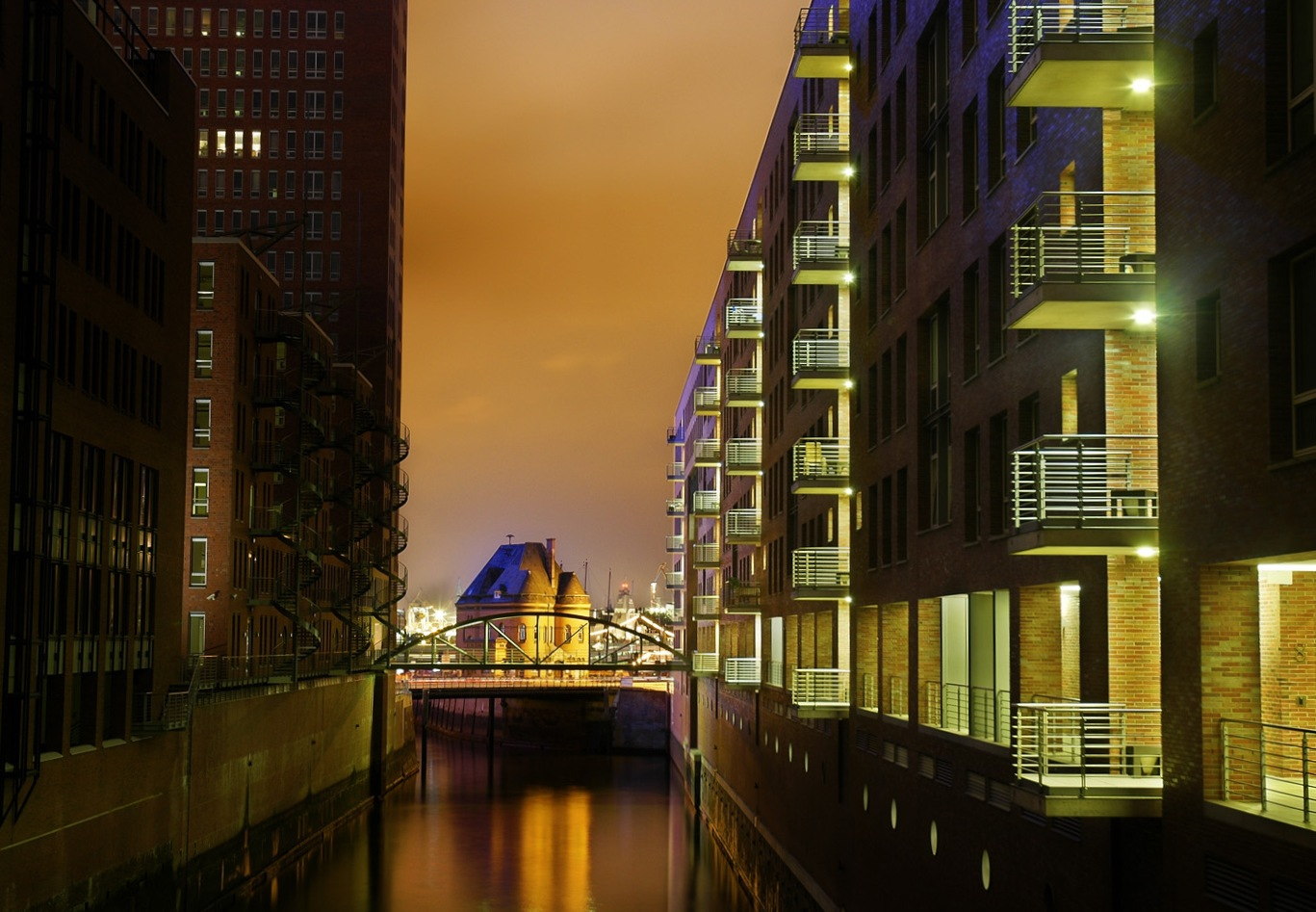
Blick durch das Kehrwiederfleet auf die Wache der Hafenpolizei an der Kehrwiederspitze

Der Kehrwieder (plattdeutsch Kehrwedder) ist eine der ehemaligen Inseln im Hamburger Stadtgebiet (der westliche Teil der historischen Speicherstadt) und gehört zum Stadtteil HafenCity. Geographisch liegt er im Stromspaltungsgebiet der Niederelbe und ist der nördliche Grasbrook. 1532 wurde er zusammen mit der Nachbarinsel Wandrahm in die befestigte Stadt einbezogen.
Der Kehrwieder ist durch den Binnenhafen und den Zollkanal von der Altstadt getrennt, die Abgrenzung zum ehemaligen Hafengebiet verläuft über die Straße Am Sandtorkai. Vom Wandrahm wird sie getrennt durch das Kleine Fleet bei der Kannengießerbrücke und der Pickhubenbrücke. Die Niederbaumbrücke, die Brooksbrücke und die Fußgängerbrücken Kehrwiedersteg und Kibbelsteg über den Zollkanal stellen die Verbindung zur Altstadt her.

## Namensherkunft
Poetisch wird berichtet, der Name hätte seinen Ursprung darin, dass hier die Hamburger und vor allem Hamburgerinnen die zur See fahrenden Männer mit dem Wunsch „Kehr wieder!“ verabschiedet haben, da die Kehrwiederspitze an der Ausfahrt aus dem Hafen in die Elbe hinein lag. Tatsächlich aber ist der Name Kehrwieder in Norddeutschland eine Bezeichnung für eine Sackgasse, und auf dieser schmalen Insel musste man vor dem Bau der Niederbaumbrücke (1880) wieder umkehren, zurück bis zur Brooksbrücke.

## Geschichte

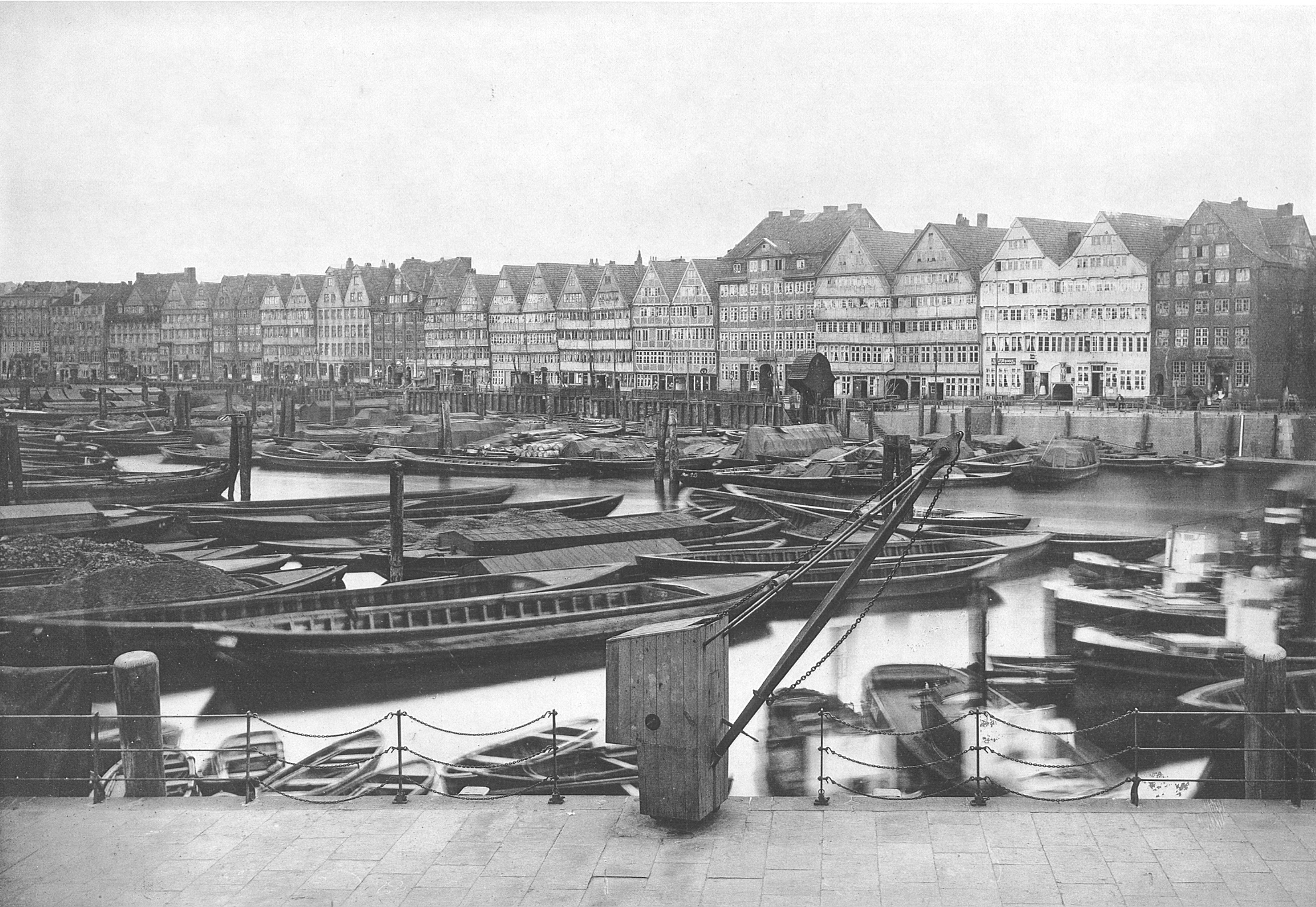
Blick auf den Kehrwieder, 1883

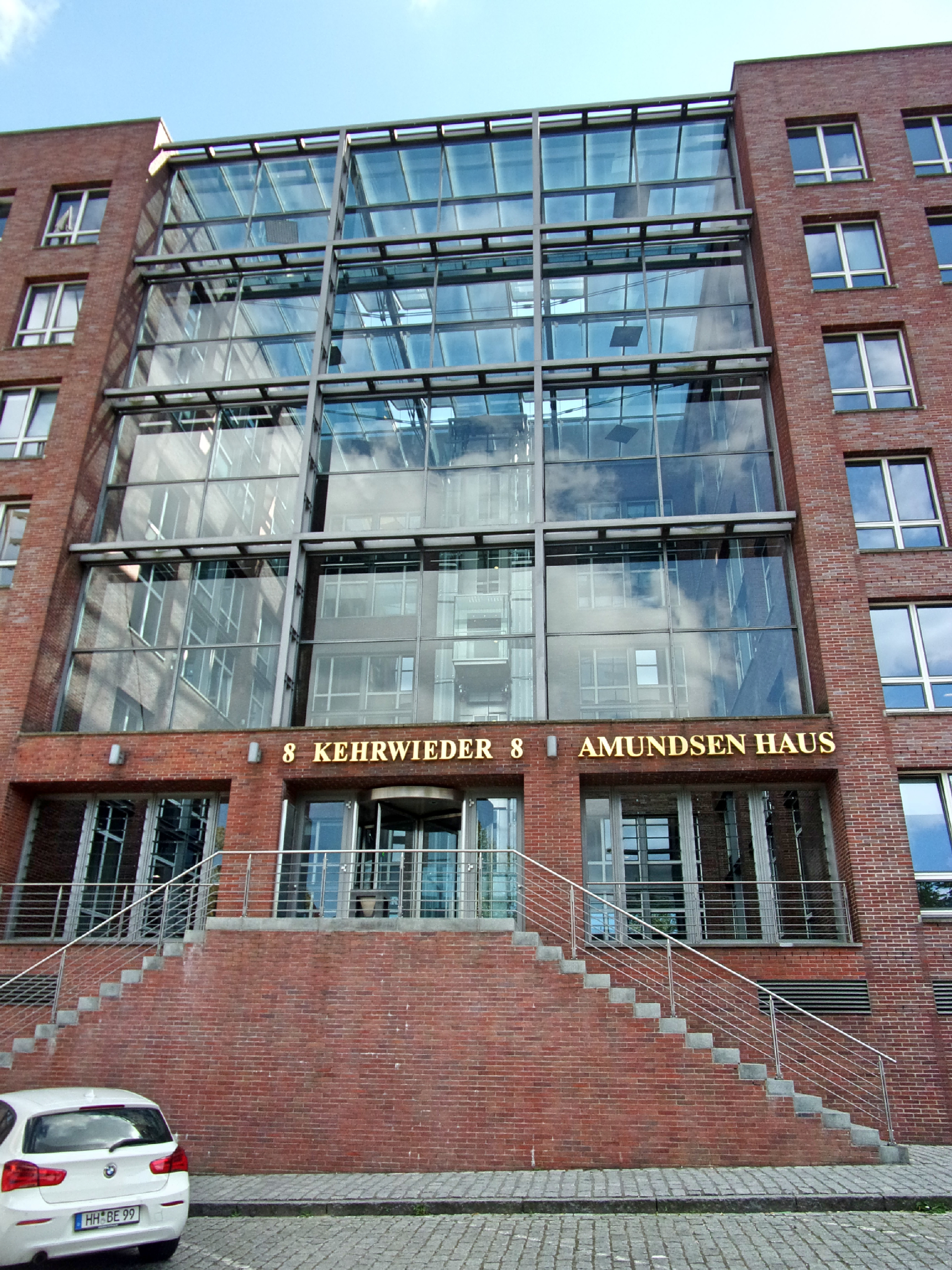
Amundsen-Haus Kehrwieder 8, seit August 2022 Sitz des Amerikanischen Generalkonsulats in Hamburg

Ab dem 16. Jahrhundert wuchs das Kehrwiederviertel direkt am Stadtwall, heute Am Sandtorkai, zu einem Arbeiter- und Handwerkerquartier mit teils enger Gängeviertelbebauung heran. Dem Kehrwieder vorgelagert war die Bastion Georgius. Für den Bau der Speicherstadt wurden die Bewohner ab 1882 zwangsumgesiedelt und das gesamte Wohnviertel niedergelegt. Durch die Entfestigung der Stadt Anfang des 19. Jahrhunderts, die Anlage des Sandtorhafens mit dem Ausbau des Sandtorhöfts 1866 (dort steht heute das Hanseatic Trade Center), und insbesondere durch das 1886 angelegte Kehrwiederfleet hat sich allerdings auch das Gelände des Kehrwieders maßgeblich verändert.
Auf der Kehrwiederspitze wurde 1899 die Hafenpolizeiwache 2 gebaut. Hier ist seit 2015 die Grenzpolizei Hafen (WSP 62) ansässig (davor die Zentralstelle für Hafensicherheit und gefährliche Güter, Fachdienststelle WSPF 22 bzw. WSP 032). Das Gebäude ist Außendrehort der Fernsehserie Notruf Hafenkante.
2001 entstand hier mit dem Miniatur Wunderland die meistbesuchte Touristenattraktion Hamburgs. Im Juli/August 2022 zog das Amerikanische Generalkonsulat in Hamburg vom Alsterufer 27/28 in das Amundsen-Haus Kehrwieder 8.

## Brücken

### Brooksbrücke
Die Brooksbrücke führt von der Straße Bei den Mühren über den Zollkanal bei der Einmündung zum Binnenhafen hinüber zum Brook auf dem Kehrwieder.

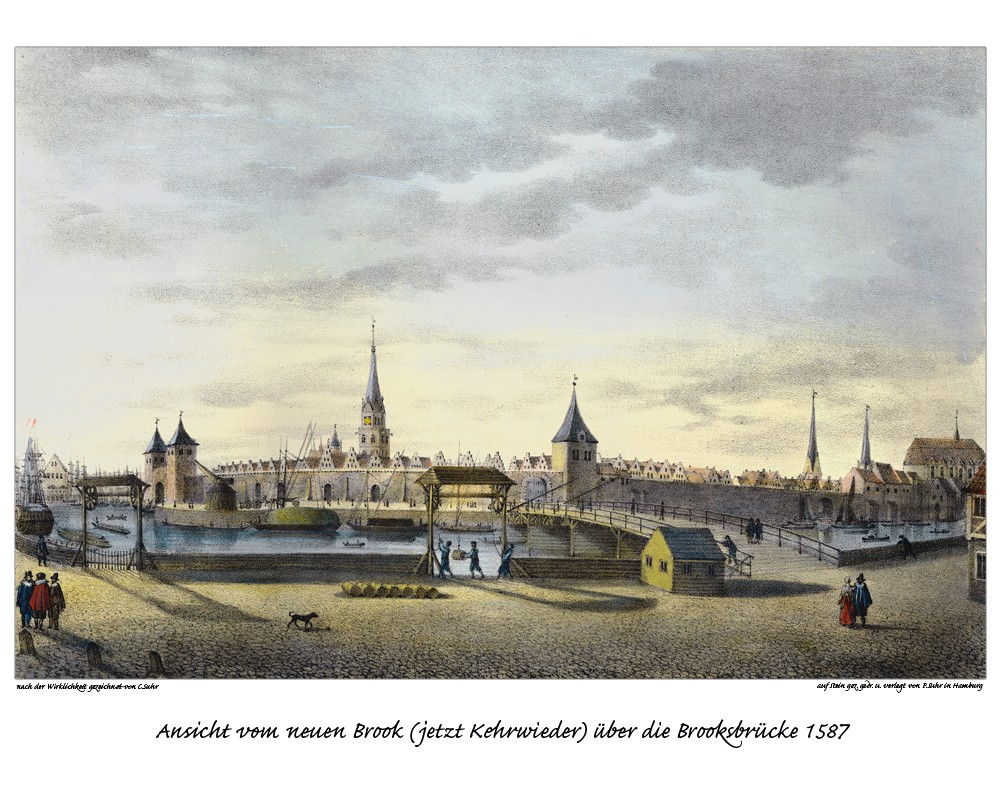
Brooksbrücke, 1587
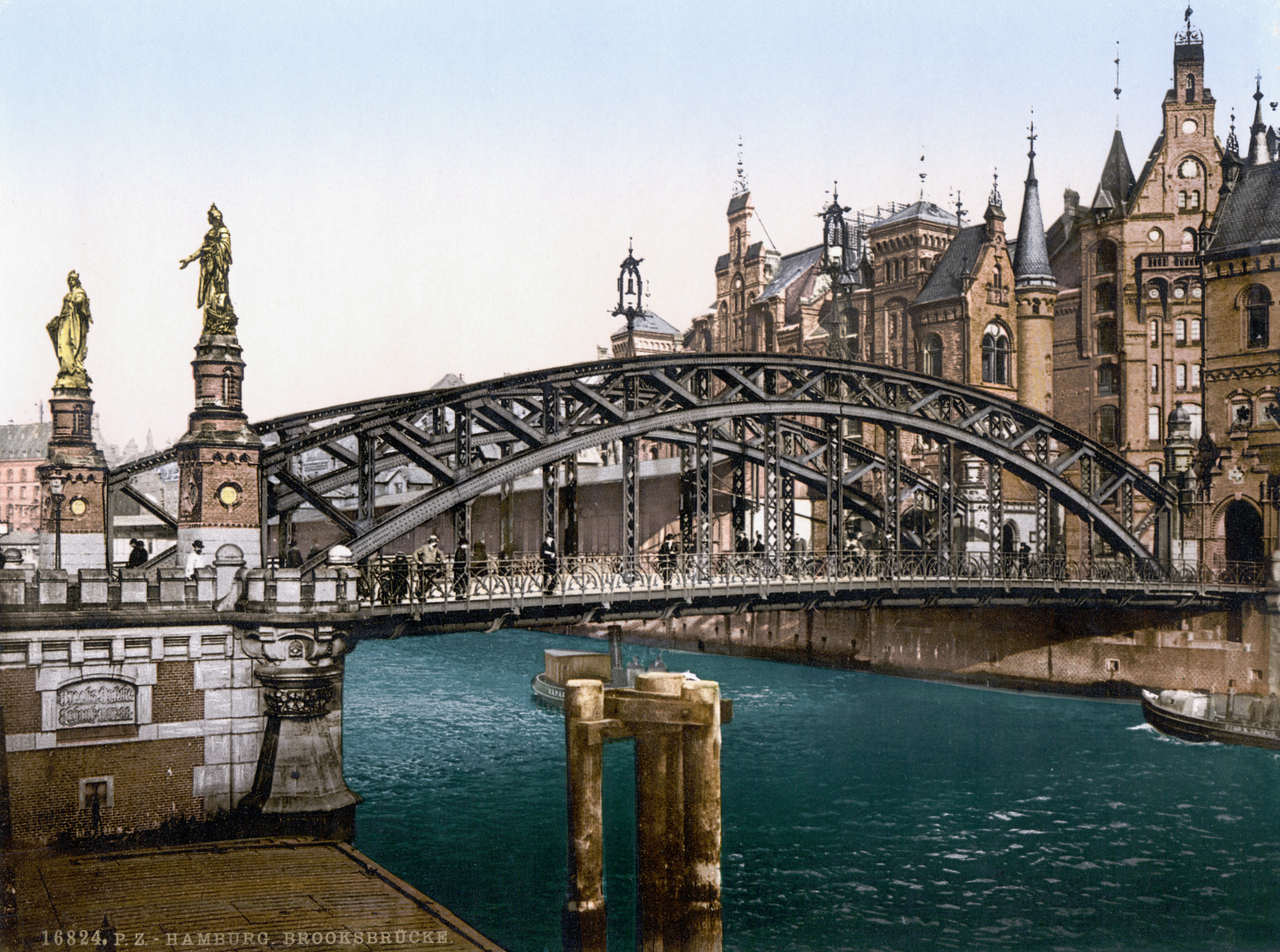
Brooksbrücke, ca. 1890
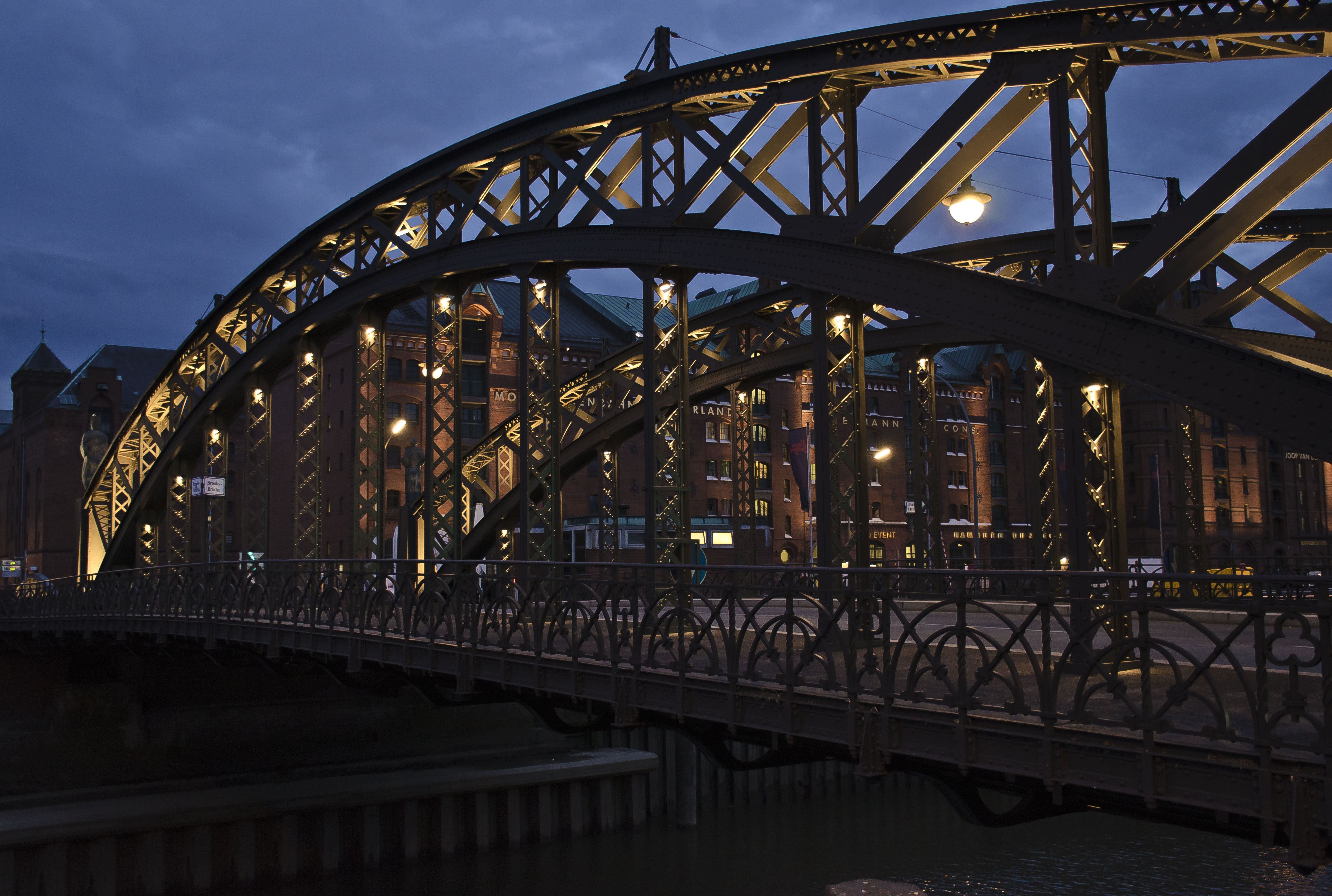
Brücke bei Nacht
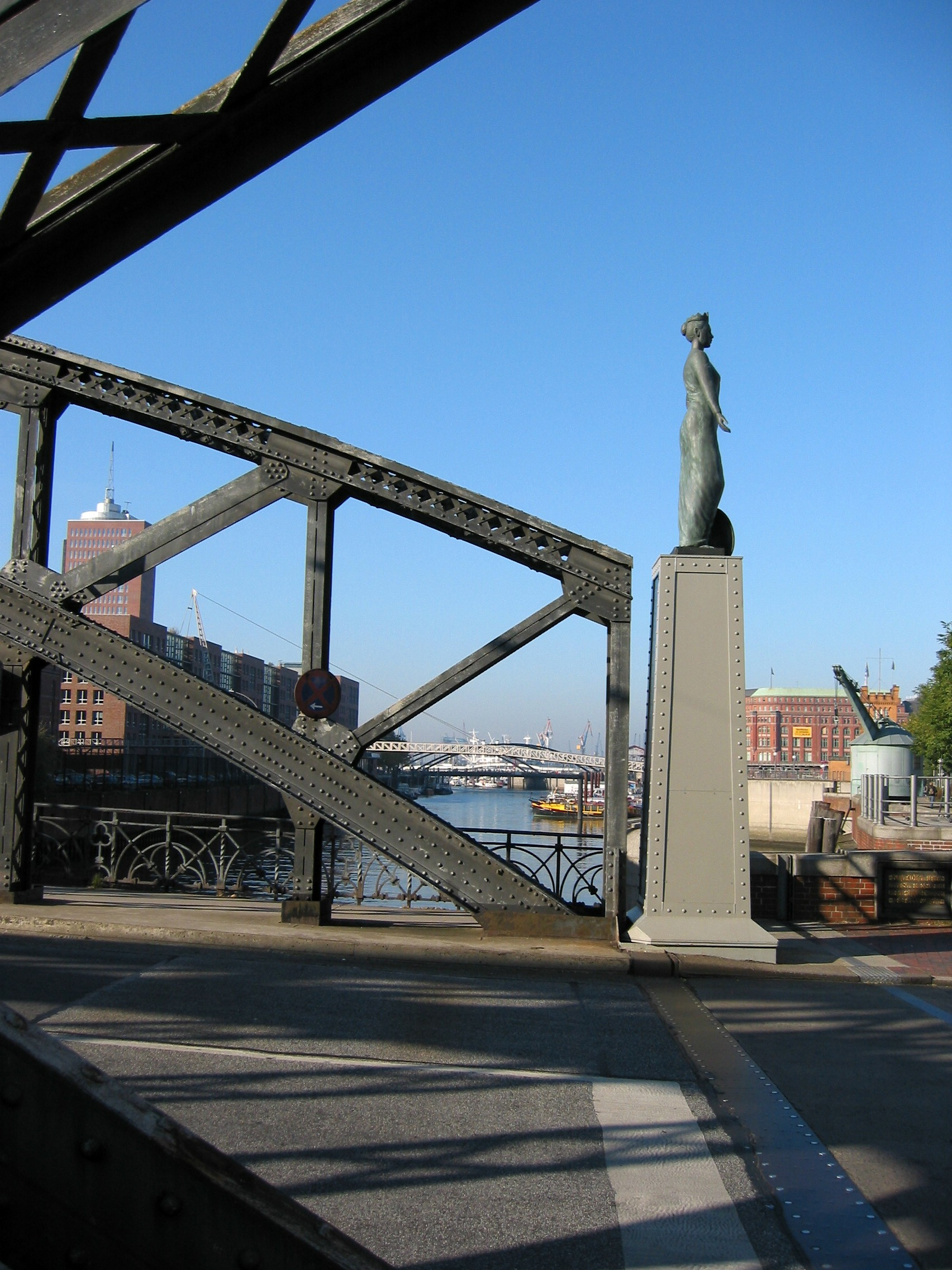
Blick von der Brooksbrücke auf den Neuen Krahn

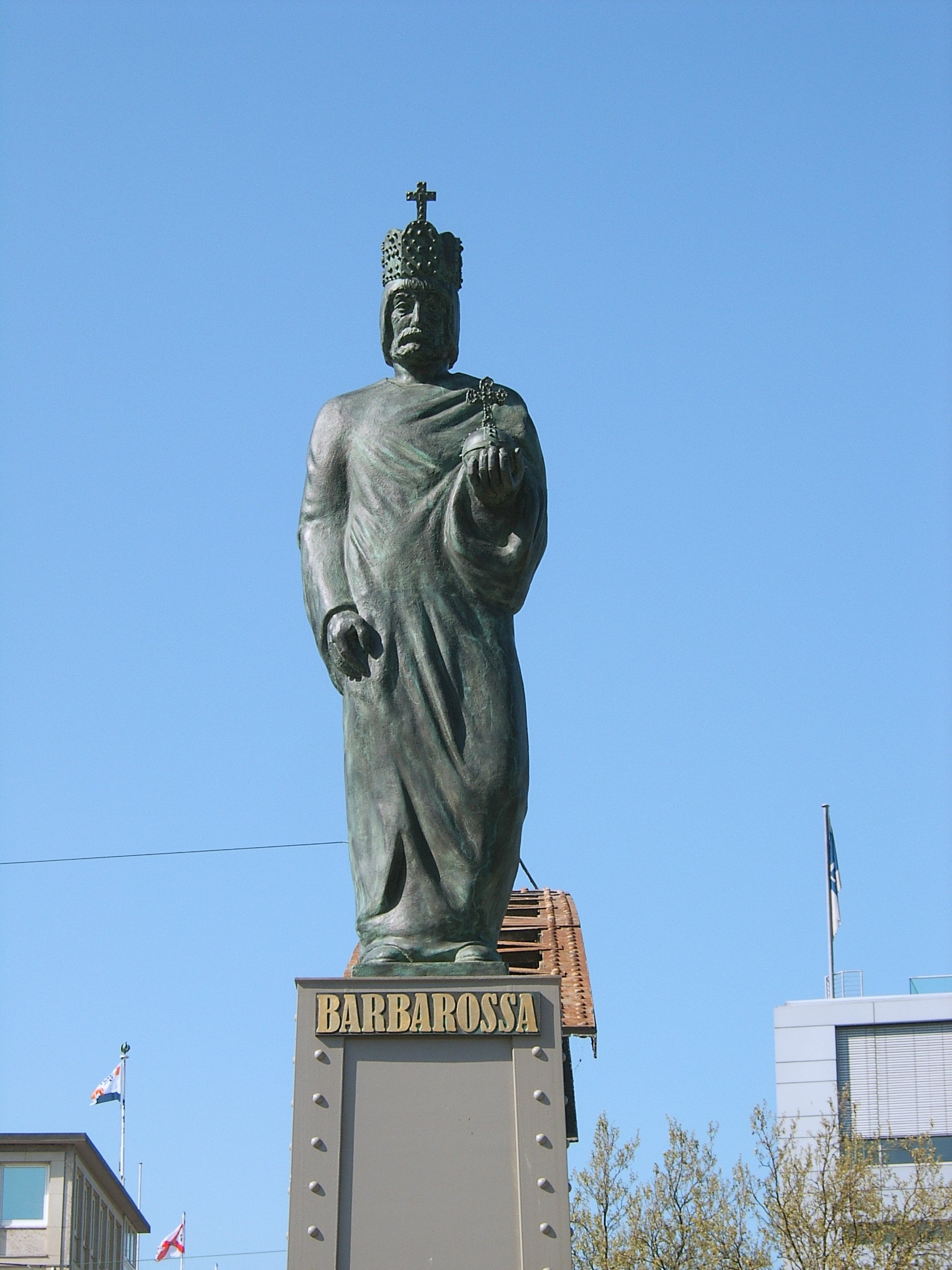
Barbarossa
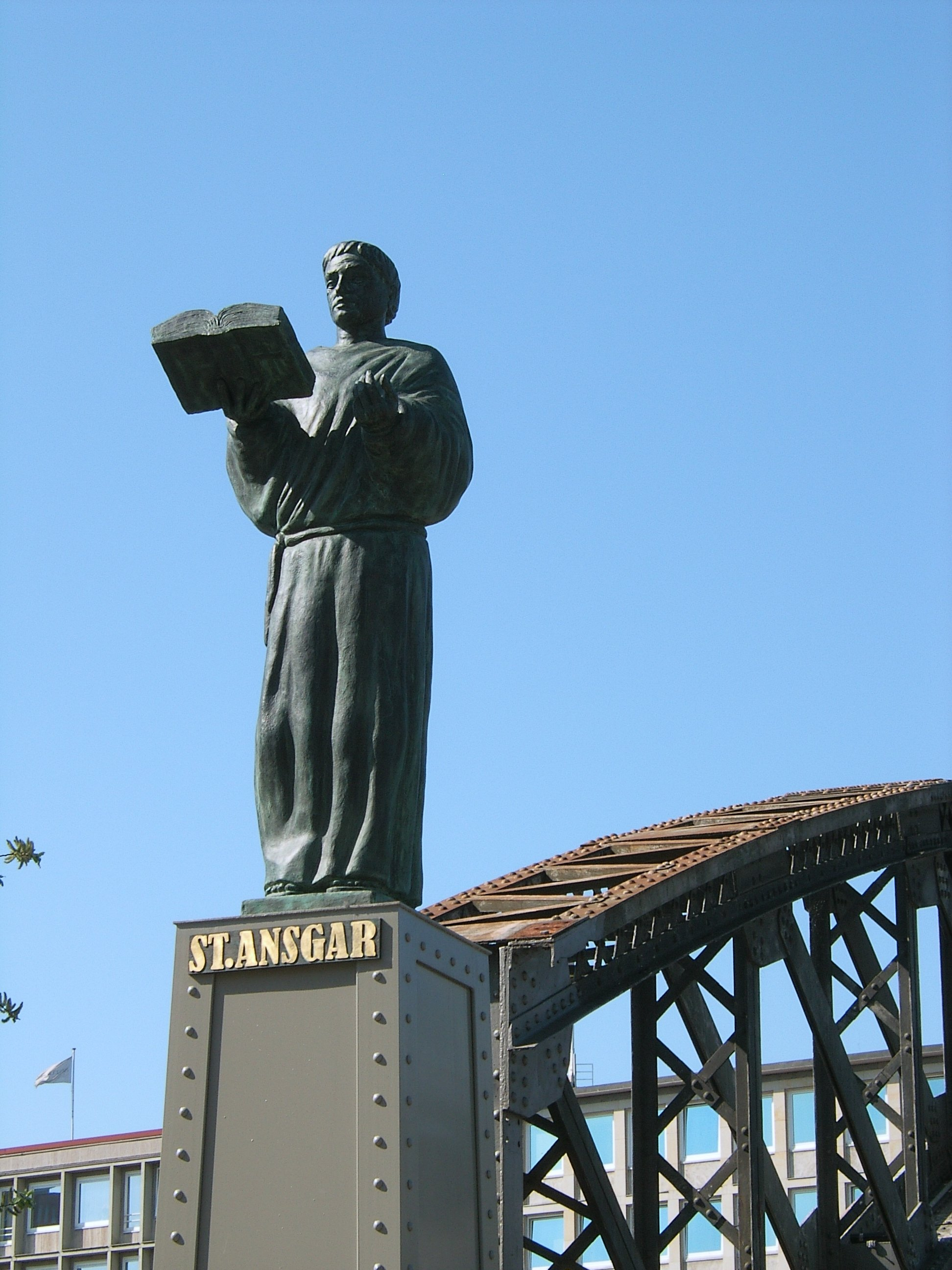
St. Ansgar
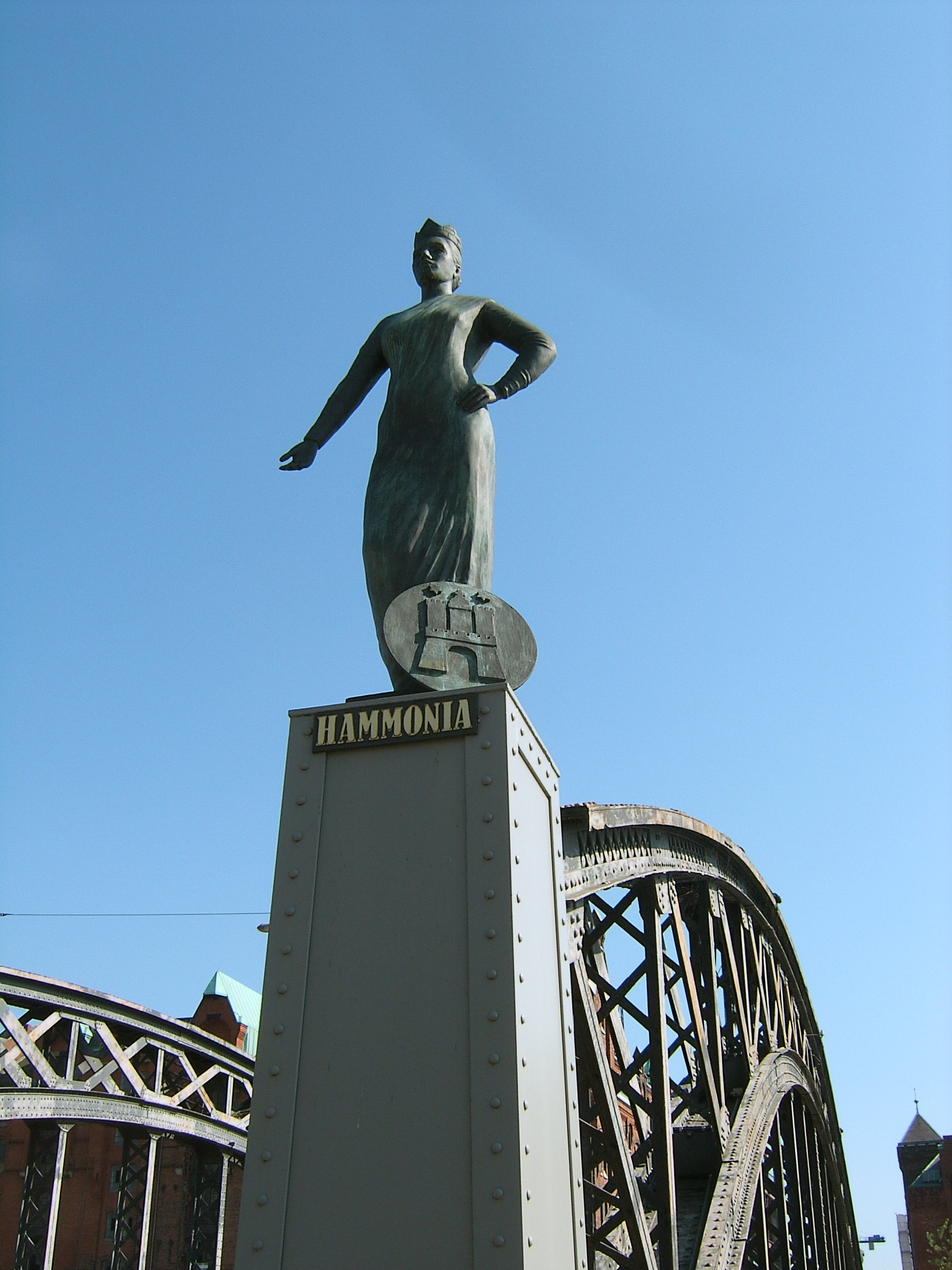
Hammonia
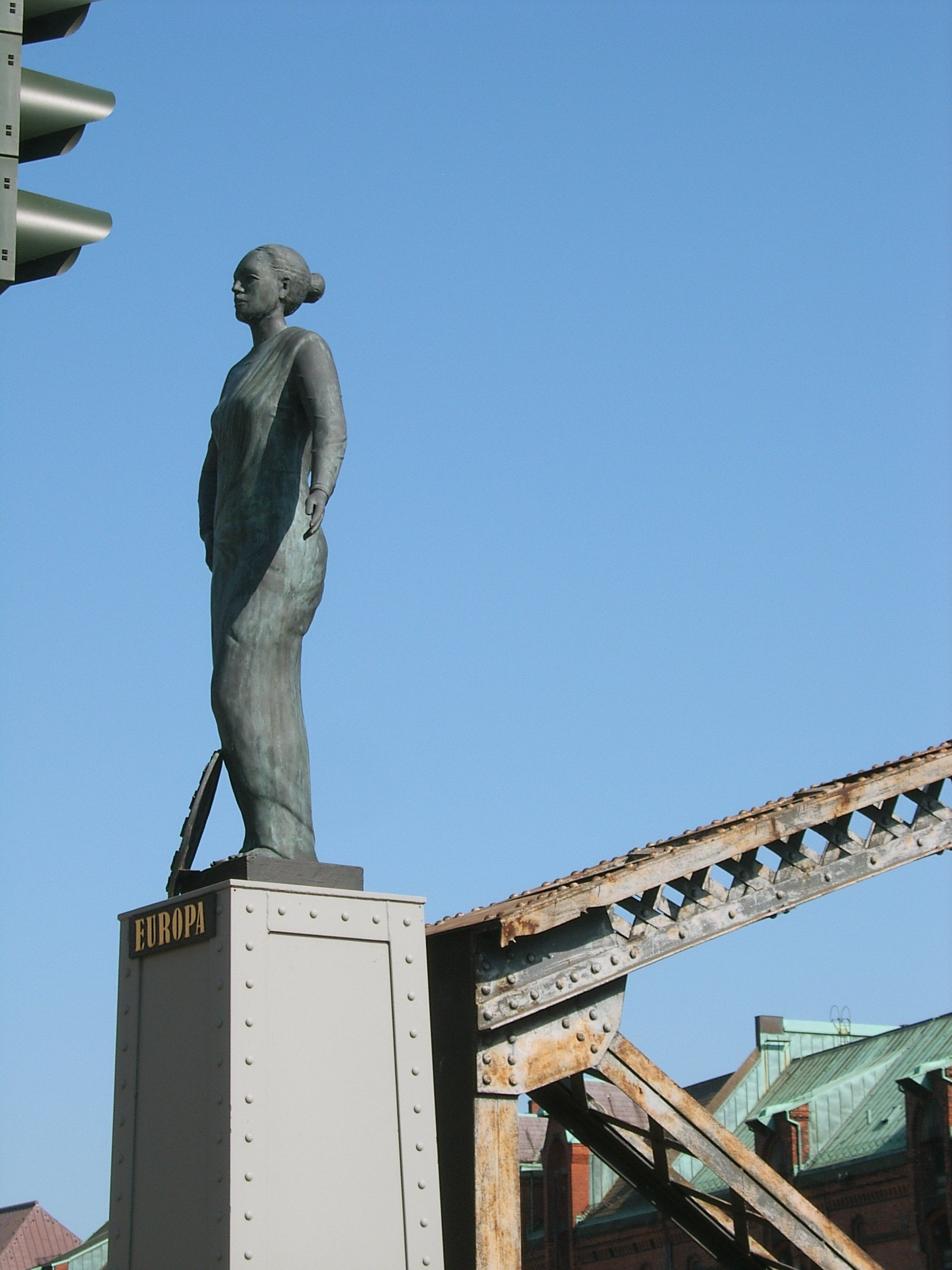
Europa

Die vier Skulpturen der Brooksbrücke wurden von dem Bildhauer Jörg Plickat erschaffen, die Hammonia und Europa am nördlichen Brückenkopf im Jahr 2003, Barbarossa und St. Ansgar am südlichen Ende 2006. Finanziert wurden die Figuren durch Albert Darboven. Die ursprünglichen Figuren Hammonia und Germania gingen im Zweiten Weltkrieg verloren.

### Niederbaumbrücke

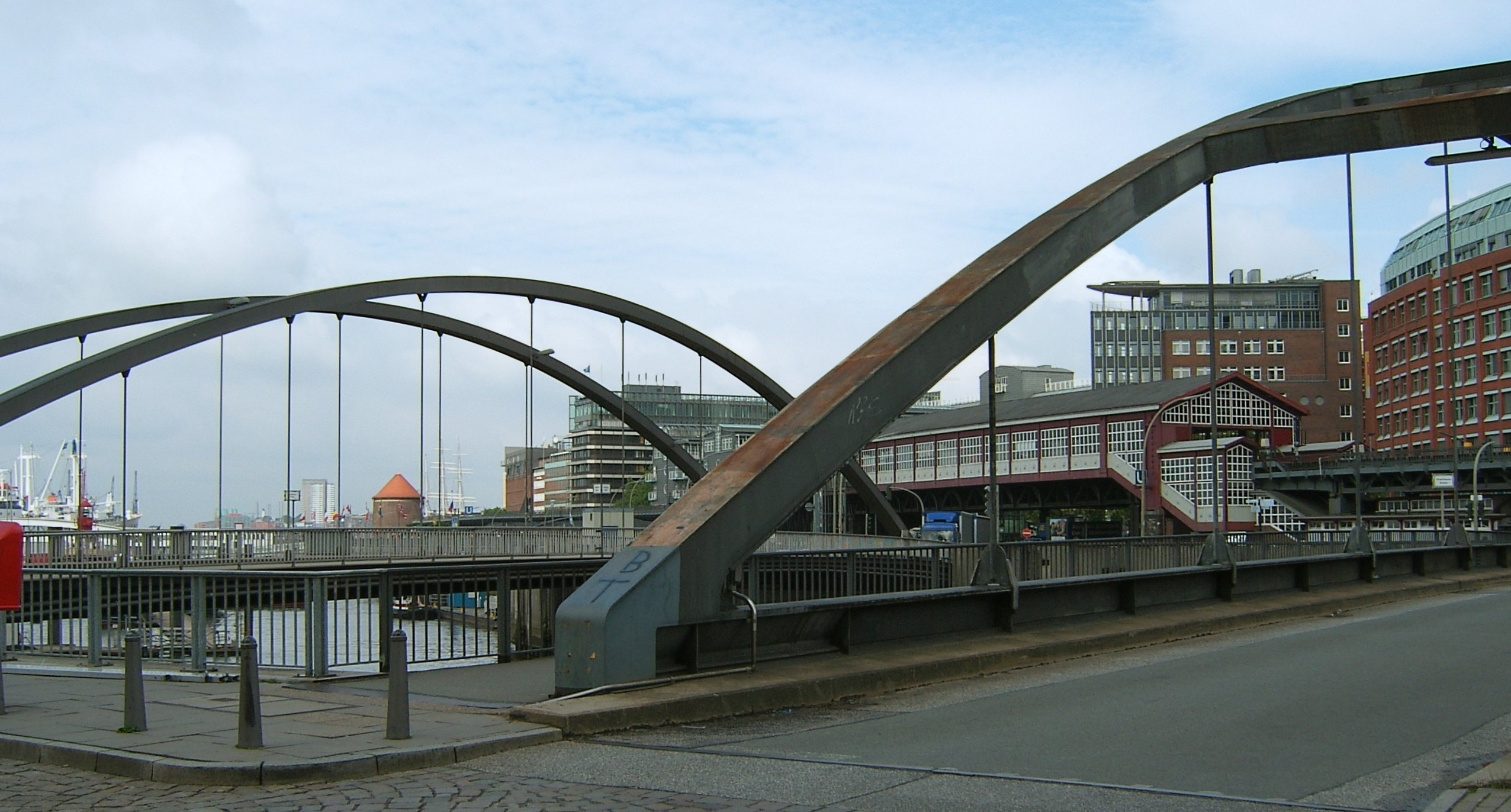
Niederbaumbrücke, Blick auf den „Baumwall“

Die Niederbaumbrücke in Hamburg besteht aus zwei parallel verlaufenden, 1978 erbauten Brücken an der Kehrwiederspitze. Die Brücken verlaufen nahe der U-Bahn-Station Baumwall und führen auf der Seite der Speicherstadt direkt zum Hanseatic Trade Center.
An der heutigen Stelle der Brücke hat früher eine doppelte Palisadenreihe mit Schwimmbaum, genannt Niederbaum, die Einfahrt zum Binnenhafen geschützt.
Geschichte
- Der Niederbaum wurde 1531 im Verlauf der westlichen Befestigungslinie angelegt und nach über 320 Jahren 1852 wieder entfernt.
- In 2 Jahren von 1878 bis 1880 wurde der Niederbaum durch eine eiserne Drehbrücke zwischen dem Baumwall und der Kehrwiederspitze ersetzt. Diese Brücke diente als wichtige Verkehrsverbindung von den damals modernen Kaianlagen am Sandtorhafen und Grasbrookhafen zur Innenstadt.
- Ab 1900 war eine Drehbrücke nicht mehr notwendig, da in die Speicherstadt keine größeren Schiffe mehr einliefen. Daher wurde von 1911 bis 1912 die Drehbrücke zu einer festen umgebaut.
- 1956/1957 wurde eine zusätzliche Brücke an der Ostseite hinzugefügt
- 1978 erfolgte ein Neubau der Brücke.